# Porédaka
Porédaka est une ville et une sous-préfecture de Guinée, rattachée à la préfecture de Mamou et à la région de Mamou. 

## Subdivision administrative
La sous-préfecture de Poredaka est composée de huit (08) districts : Bhouria, Dar es Salam, Donghol djeïdy, Kolissoko, Ndiaré, Sankarela, Tounkan et Poredaka Centre.

## Population
En 2016, la localité comptait 23 693 habitants.

## Histoire
Le 14 novembre 1896, elle fut le théâtre d'un affrontement décisif, connu sous le nom de « bataille de Porédaka », entre l'armée coloniale française et le dernier almamy du Fouta-Djalon, Bokar Biro.

## Personnalités nées à Porédaka
- Mohamed Béavogui, diplomate, ancien premier ministre
- Tierno Monénembo, écrivain
- Diallo Telli, diplomate
- Elhadj Saïdou Diallo, ancien ministre contrôle économique 2007